# Adolphe Chéruel
Pierre Adolphe Chéruel, né le 17 janvier 1809 à Rouen et mort le 1er mai 1891 à Fontenay-aux-Roses, est un historien français.

## Biographie
Élève de l’École préparatoire, Chéruel passe l’agrégation de lettres en 1830 et devient maître de conférences à l’École normale et inspecteur de l’Académie de Paris. Il occupe ensuite la chaire d’histoire au lycée de Rouen, où il compte Gustave Flaubert au nombre de ses élèves.
Il se consacre d’abord à l’histoire locale. Son Histoire de Rouen sous la domination anglaise au XVe siècle et son Histoire de Rouen pendant l’époque communale, 1550-1382, constituent des travaux importants pour une époque où les archives n’étaient ni classées ni cataloguées dans la mesure où elles contiennent les documents utiles précédemment non publiés.
Ses travaux de thèse de doctorat, De l’administration de Louis XIV d’après les Mémoires inédits d’Olivier d'Ormesson et De Maria Stuarta et Henrico III (1849), concernent l’histoire de France. La première thèse est publiée en 1855 sous le titre Histoire de l’administration monarchique en France depuis l’avènement de Philippe-Auguste jusqu’à la mort de Louis XIV. Il publie également la même année le Dictionnaire historique des institutions, mœurs et coutumes de la France, qui a connu de nombreuses rééditions.
Il se concentre ensuite sur le XVIIe siècle en éditant successivement les Mémoires de Mlle de Montpensier (4 vol., 1854-55), le Journal d’Olivier Lefèvre d'Ormesson (1860-1862), sur l’histoire du Parlement de Paris pendant la minorité de Louis XIV, les Mémoires … de Fouquet, surintendant des finances… et  les Lettres du cardinal Mazarin pendant son ministère (6 vol., 1870-1891). Par un nouveau collationnement sur les manuscrits des Mémoires du duc de Saint-Simon, il en établit l'édition princeps (1856-1858).
Il consacre deux études critiques à Saint-Simon : Saint-Simon considéré comme historien de Louis XIV et la Notice sur la vie et sur les mémoires du duc de Saint-Simon qui peuvent servir d’introduction aux célèbres Mémoires. Il rédige ensuite l’Histoire de France pendant la minorité de Louis XIV et l'Histoire de la France sous le ministère de Mazarin, caractérisés par l’abondance des faits, la précision des détails et comportant nombre de documents inédits.
Il est reçu à l’Académie de Rouen en 1834 et à l’Académie des sciences morales et politiques en 1884.
Il a reçu le grand prix Gobert de l’Académie française en 1859, 1880, 1881, 1882 et 1883.
Parmi ses élèves, se trouvent Numa Denis Fustel de Coulanges, Pierre Émile Levasseur, Joseph-Émile Belot, et Léon Heuzey.
Il est inhumé au cimetière de Fontenay-aux-Roses.

## Distinctions
- Officier de la Légion d'honneur (1863). Il est nommé chevalier en 1845.

## Publications
- Les Normands d’Italie à la première croisade, 1839.
- Fragments d’une histoire de la conquête de l’Italie méridionale par les Normands, 1839.
- Histoire de Rouen sous la domination anglaise au XVe siècle, 1840.
- Histoire de Rouen pendant l’époque communale, 1150-1382, 1843-1844, vol. 1 books.google.fr et 2.
- Jeanne d’Arc à Rouen, Rouen, impr. de A. Péron, 1845, in-8o.
- Nicolas Bretel, seigneur de Gremonville, ambassadeur à Rome et à Venise ; 1644-1648, Rouen, impr. de A. Péron, 1847, in-8o.
- Le Dernier Duché de Normandie (1465-1466), 1847.
- De l’Instruction publique à Rouen, depuis la fin du Moyen Âge jusqu’à l’établissement définitif du collège des jésuites, 1849.
- De l'administration de Louis XIV,  d'après les mémoires inédits d'Olivier d'Ormesson (1849).
- Marie Stuart et Catherine de  Médicis (1850).
- Siège de Rouen en 1562, 1850.
- Histoire de l’administration monarchique en France depuis l’avènement de Philippe-Auguste jusqu’à la mort de Louis XIV, 1855,  2 vol. in-8o.
- Dictionnaire historique des institutions, mœurs et coutumes de la France, 1855.
- Mémoires sur la vie publique et privée de Fouquet, surintendant des finances d'après ses lettres et des pièces inédites conservées à la bibliothèque impériale, 2 t., 1862.
- Mémoires sur la vie publique  et privée de Fouquet (1862, 2 vol. in-8o).
- Saint-Simon considéré comme historien de Louis XIV, 1865.
- Notice sur la vie et sur les mémoires du duc de Saint-Simon, 1876.
- Histoire de France pendant la minorité de Louis XIV, 4 t., 1880.
- Histoire de la France sous le ministère de Mazarin, Paris, Hachette, 1882-1883.